# Великі Желтоухи
Великі Желтоухи (рос. Большие Желтоухи) — присілок в Кіровському районі Калузької області Російської Федерації.
Населення становить 125 осіб. Входить до складу муніципального утворення Присілок Мала Песочня.

## Історія
Від 2004 року входить до складу муніципального утворення Присілок Мала Песочня.

## Населення
| 2002 | 2010 |
| ---- | ---- |
| 113  | ↗125 |